# Україна (ракетний крейсер)
Ракетний крейсер «Україна» (раніше — «Адмірал Флоту Лобов») — колишній радянський та український військовий ракетний крейсер, четвертий корабель проєкту 1164 «Атлант» (шифр «Атлант», англ. Slava class за класифікацією НАТО), входить до складу Військово-морських сил України. Побудований на Миколаївському суднобудівному заводі в  Миколаєві. На сьогодні є небоєздатним та перебуває на причалі в Миколаєві.

## Історія
Проєкт ракетного крейсера «Україна» (тоді «Адмірал Лобов») розробили в Ленінграді. Побудову крейсера доручили Миколаївському суднобудівному заводу, що в Миколаєві. Після розпаду СРСР крейсер 1 жовтня 1993 року передали Україні. На той час готовність корабля становила близько 75 %.

### Після відновлення незалежності
1994 року сформували команду корабля, але за браком коштів її розпустили, а добудову припинили.
17 лютого 1998 року Президент України Леонід Кучма ухвалив рішення про добудову крейсера. Вдруге сформували команду, яку згодом також розпустили. Цього разу крейсер добудували на 95 %.
У 2004 році повідомляли, що крейсер готовий прийняти туристів, що б означало перетворення його на музей. Ці плани так і залишено планами.
У 2010 році під час робочого візиту до Миколаєва міністр оборони Михайло Єжель заявив, що «Україну» доцільніше продати Росії, оскільки власними силами наша держава добудувати та укомплектувати крейсер не зможе.
Існує точка зору, що крейсери проєкту 1164 «Атлант» є не найдоцільнішими для акваторії Чорного моря, оскільки ця водойма є внутрішнім морем, а Україна не має іншого виходу у Світовий океан. Кошти від продажу «України» можна було б направити на програму «Корвет».
6 липня 2010 року постановою Верховної Ради України  № 2427-VI 
було скасовано надану раніше крейсеру назву «Україна».
24 березня 2017 року Президент України Петро Порошенко видав указ про демілітаризацію корабля. Президент України підписав указ щодо демілітаризації недобудованого ракетного крейсера «Україна», який перебуває в акваторії Миколаївського ГП «Суднобудівного заводу ім'я 61 комунара» і подальшого продажу його на злам. Таку інформацію на мітингу робітників заводу 24 липня 2017 року повідомив перший заступник голови Миколаївської обласної державної адміністрації В'ячеслав Бонь.
5 грудня 2017 року Міністерство оборони України листом № 220/8483 повідомило, що відмовляється від ракетного крейсера «Україна», який після спуску на воду чверть століття простоює на стадії готовності 95 відсотків. Такі відомості розміщено в листі відомства на адресу концерну «Укроборонпром». Добудову корабля в Міноборони визнали недоцільною через застаріле озброєння.
Концерн підкреслює, що остаточно рішення про те, чи потрібен Україні крейсер чи ні, потрібно як можна швидше ухвалити Кабінетом Міністрів. В «Укроборонпромі» додали, що готові добудувати корабель, проте для цього потрібно буде закласти кошти в держоборонзамовленні на 2018 рік. Можливі й інші рішення — продати недобудову, виділити кошти на його подальше утримання на причалі чи уряд може запропонувати свої варіанти.
Після агресії в Азовському морі експерти закликають переоцінити значення крейсера. За інформацією Миколаївської ОДА, у 2010 році крейсер оглядали росіяни і пропонували за нього у 2013 році 30 млн доларів. Особливо цінними на ньому є ходові агрегати, які дешевше купити в України ніж виготовляти з нуля.
Крейсер планують роззброїти. Демонтоване озброєння і обладнання планують використати на кораблях Військово-морських Сил ЗС України.
8 лютого 2016 було оприлюднено петицію на добудовування крейсера, але вона була відхилена.
У 2023 році міністр оборони України  Резніков заявив, що можливо з крейсера зроблять музей.

## Озброєння
Озброєння крейсера складає[джерело не вказане 736 днів]:
- зенітний ракетний комплекс C-300Ф «Форт»,
- 16 пускових установок протикорабельних ракет «П-1000 Вулкан».
- На кораблі встановлені 3 батареї шестиствольних 30-мм гармат АК-630 з ПУС «Вимпел»,
- 2 п'ятитрубні торпедні апарати,
- 130-мм артилерійські системи головного калібру та багато іншого.
- Для розвідки і коригування вогню є гелікоптер.

## Фотогалерея

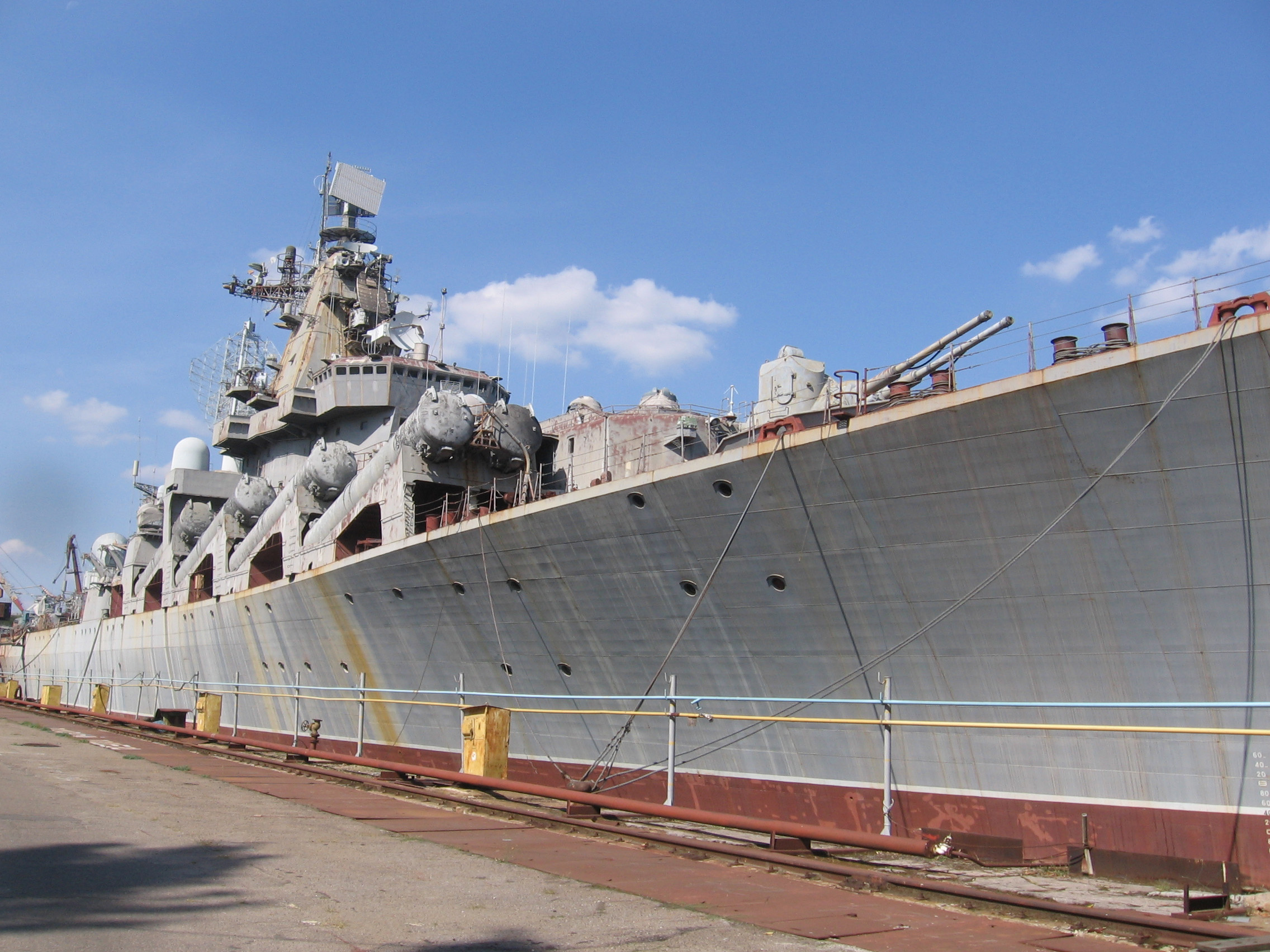
Ракетний крейсер «Україна» біля стінки заводу «Миколаївський суднобудівний завод» в Миколаєві, 12 вересня 2009 року.
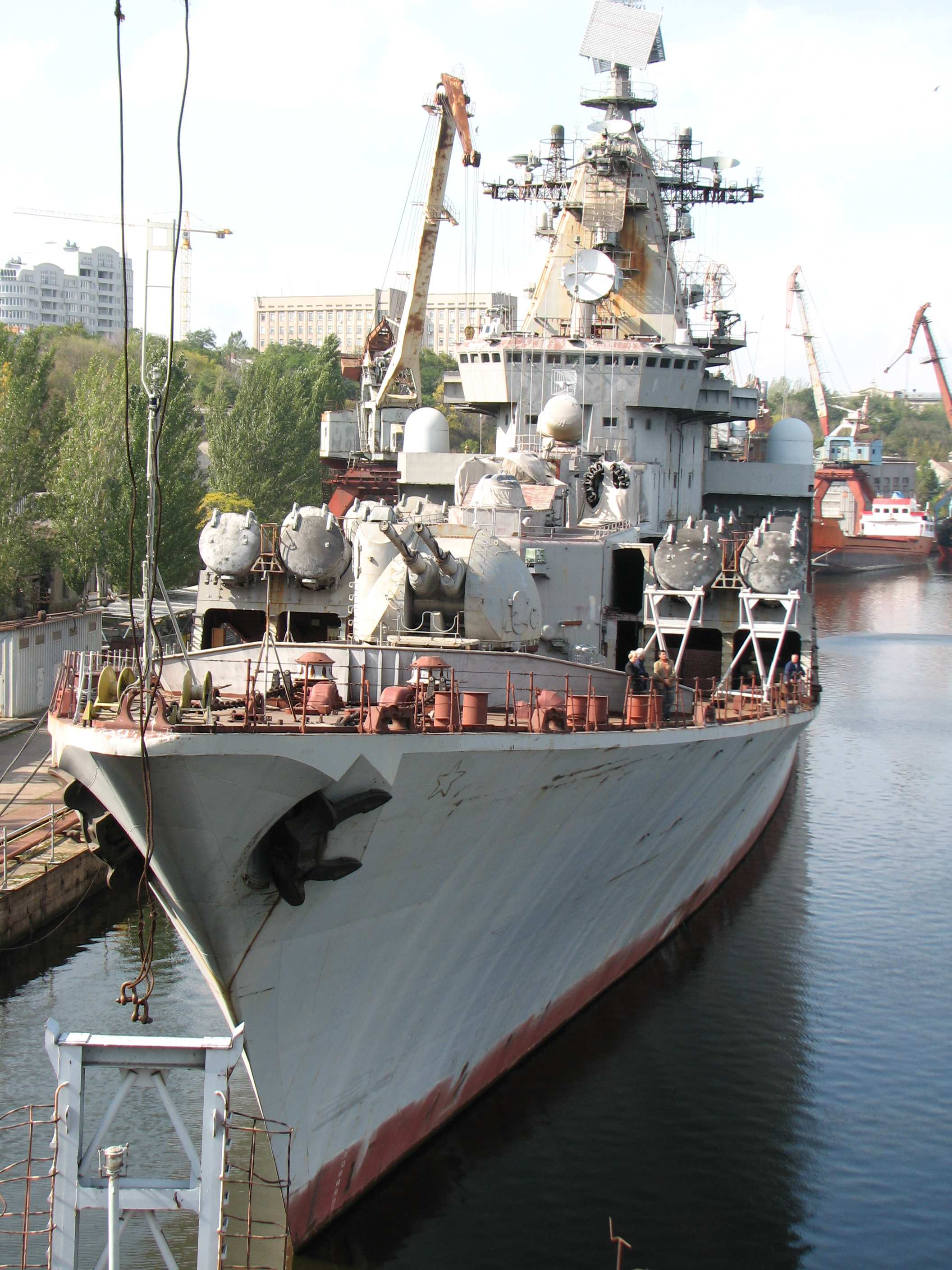
2008 рік.
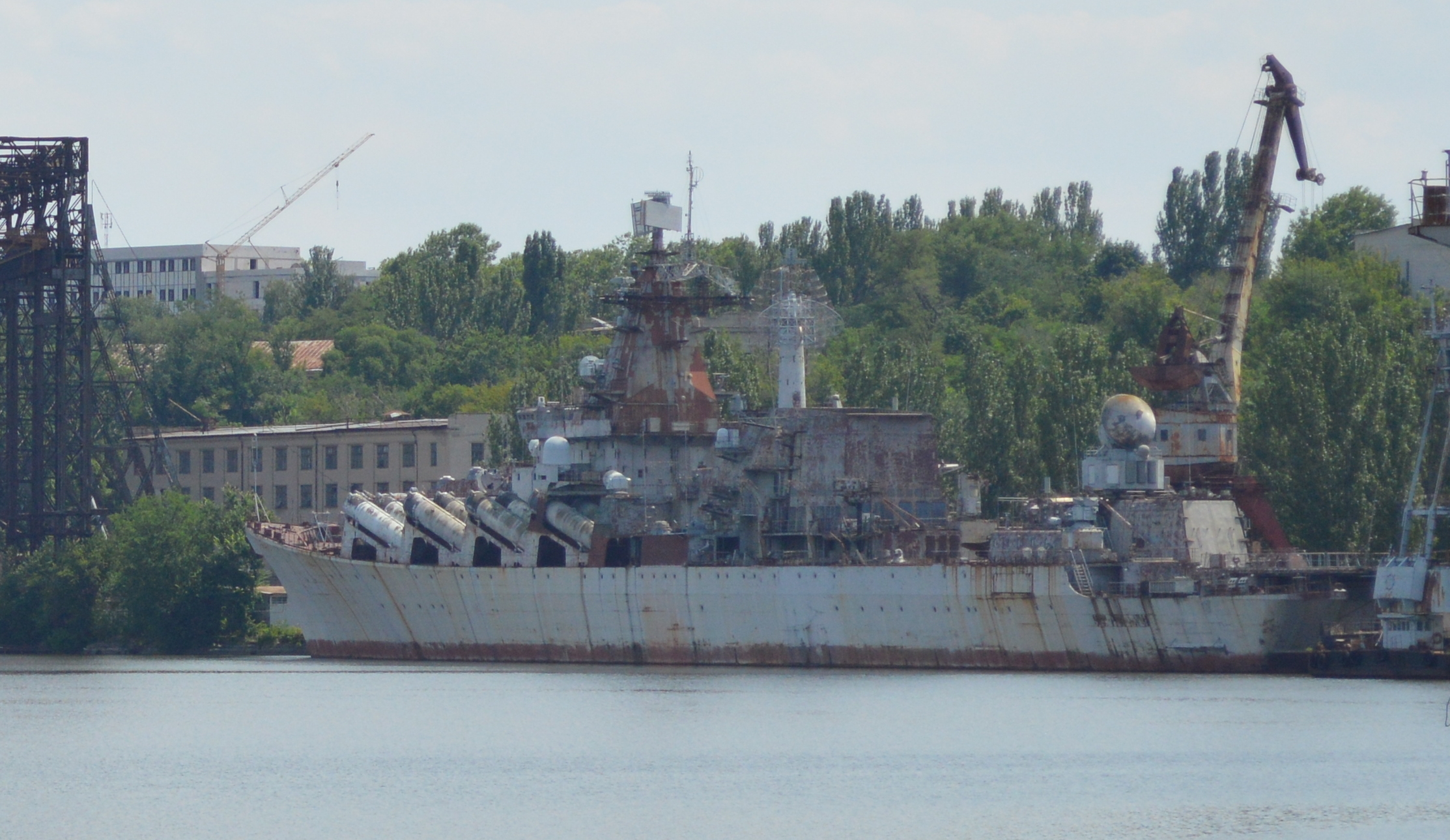
Ракетний крейсер Україна пришвартований в акваторії МСЗ, 25 липня 2021 року